# FuboTV
fuboTV（フボティーヴィー）は、スポーツ専門チャンネルを中心とするアメリカの有料テレビ配信プラットフォームである。
ストリーミングサービス名としてはfuboが使用されている。アメリカ・カナダ・スペイン向けのサービスとなっており、それら以外の国または地域では利用不可となっている。

## 歴史
2015年1月、デビッド・ガンドラー（共同設立者兼CEO）、アルベルト・ホリウエラ（CMO）、チェ・ソンホらによって設立され、サッカーのストリーミングサービスとして開始された。最初の5年間の投資家として、AMC Networks、Luminari Capital、Northzone、Sky、スクリップス・ネットワーク・インタラクティブが含まれる。
2017年には全ジャンルのスポーツチャンネルを提供するサービスへと移行し、その後は仮想マルチチャンネルビデオプログラミングディストリビューター（vMVPD）モデルに移行した。
2018年12月3日、スペインでストリーミングサービスを開始した。北アメリカ以外では初のサービス提供となる。ガンドラーは、スペインでは動画での著作権侵害が割合が高く、低コストのストリーミングサービスに対する需要が高いことを示しており、サッカー文化が強いためだと述べている。
2021年11月、fuboTVはフランスのテレビ配信プラットフォームであるMolotov TVを1億6,400万ユーロ以上で買収した。
2023年3月21日、全国的なブランドキャンペーンの開始に合わせ、サービス名がfuboTVからfuboにブランド変更された。
2025年1月6日、ウォルト・ディズニー・カンパニー傘下の定額制動画配信サービス「Hulu」が運営しているライブ配信サービス（Hulu+Live TV）と統合することを発表した。